# Бушардон, Жак-Филипп
Жак-Фили́пп Бушардо́н (фр. Jacques-Philippe Bouchardon; 1 мая 1711 года, Шомон — 19 декабря 1753 года, Стокгольм) — французский и шведский скульптор и декоратор; сын скульптора Жана-Батиста Бушардона и младший брат скульптора Эдме Бушардона.

## Биография
Как и старший брат Эдме, Жак-Филипп учился ваянию у отца, Жан-Батиста Бушардона. В 1730-35 годах служил в армии, затем получал образование в парижской Школе изящных искусств. Одновременно помогал брату в его мастерской.
В 1740 году принял приглашение шведского посла в Париже графа Карла Тессина для работы в шведской столице над скульптурным убранством Королевского дворца. Для дворцовой часовни создавал внутренние рельефы и кафедру. Кроме декоративных работ ваял скульптурные портреты шведской знати.
В 1750—1751 годах посетил Италию. Умер в Стокгольме 19 декабря 1753 года. В качестве шведского придворного скульптора его сменил Пьер-Юбер Л’Аршевек, ученик его брата Эдме Бушардона.

## Творчество
Творчество Бушардона связано со Швецией, где он жил и творил вплоть до своей кончины.
- Раскрашенный терракотовый портрет короля Густава III в возрасте семи лет (1750, Стокгольм, Национальный музей)
- Портрет Карла XII (1749, Лувр)